# Лолазор (Гиссарский район)
Лолазор (тадж. Лолазор) — село в Гиссарском районе, джамоата Алмоси вблизи реки Ханака, на расстоянии 25 километров от столицы, города Душанбе, Таджикистан.

## География и население
Рельеф в селе гористый с богарными землями. Село лежит в непосредственной близости к границе Варзобского района. Население Лолазора составляет 837 человек, проживающих в 116 домохозяйствах (по состоянию на сентябрь 2023 года). Молодое население составляет около 30 %.

## История
Деревня имеет увлекательную историю, которую местные жители передают из поколения в поколение. Согласно местной версии, семь узбекских семей, переехавших с окраин Самарканда, поселились в селе и обосновались в своих домах. До сих пор узбекский язык остается неотъемлемой частью культурного наследия села, хотя таджикский язык стал общим языком общения между всеми жителями села.

## Культурное наследие
В деревне существует несколько легенд, в том числе о трех «чинарах», которые, как полагают, растут уже более 120—200 лет. Близость деревни к историческим местам, в том числе к Гиссарской крепости, добавляет привлекательности этому району.
Село известно как в Таджикистане, так и за рубежом своими отличительными сортами винограда «Тойфи» и породой гиссарских овец. Предположительно виноград «Тойфи» попал в Алмоси с Аравийского полуострова в VIII веке по Великому Шелковому пути, прекрасно адаптировался к местным природным условиям и горной местности, а с помощью опытных народных селекционеров был дополнительно улучшен.
В селе сохранились старинные рецепты, забытые в других частях Таджикистана. Некоторые из этих блюд, например «Отала кочи» (каша), готовят из коры деревьев и подают на завтрак. Другие блюда включают лапшу «Оши Бурида», кашу «Оталаи Шириниги» из цветочных бутонов и виноградной патоки, «Гандум Куча» или «Далда» — блюдо из пшеницы и нута. Некоторые из этих блюд являются эксклюзивными для этого села и не встречаются больше нигде в Таджикистане.

## Сельское хозяйство
Село Лолазор, как джамоат Алмоси в целом, имеют многоотраслевую горную сельскохозяйственную систему, в которой центральная роль отводится выращиванию винограда (в основном розового столового винограда сорта «Тойфи») и животноводству (гиссарская порода овец). В районе также выращивают и другие культуры, такие как овощи, пшеницу, ячмень. Местные жители активно занимаются фруктовыми садами, которые играют важную роль в обеспечении продовольственной безопасности и жизнеобеспечения населения деревни.

## Вызовы сообщества
Сельское хозяйство играет решающую роль в жизни местного сообщества, однако фермеры Лолазора сталкиваются с множеством проблем. Последние несколько лет местные жители наблюдают за изменением режима осадков, отмечая неожиданные засухи и необычно жаркое лето в предыдущие годы. Кроме того, жители деревни отмечают увеличение частоты оползней, которые приводят к деградации и эрозии почв, создавая серьёзные проблемы для сельского хозяйства и источников средств к существованию. Почва уже не имеет того уровня влажности, как раньше, поскольку количество снеговых осадков значительно уменьшилось. Летом наблюдается нехватка поливной воды.
Местные жители страдают от деградации пастбищ и их нехватки. В виду отсутствия рабочих мест многие мужчины вынуждены отправляться на трудовые заработки в РФ.

## Инфраструктура
В Лолазор ведет дорога со стороны трассы Душанбе-Регар через Алмосы, также в столицу из Лолазора можно доехать по дороге через Лучоб и Чорбог, которая выходит на Варзобскую трассу. В селе есть среднеобразовательная школа № 73, мечеть, гестхаус, стоянки такси, медпункт, строится чайхона. У села расположен стадион, где проводятся популярные среди туристов и местных жителей традиционные конные игры бузкаши. В селе также имеется электричество, которое работает с перебоями в зимний период. В селе имеется связь 3G, однако местные жители работают над возможностью подключения 4G. Имеются проблемы с доступом к питьевой воде, поэтому в некоторых домохозяйствах установлены скважины. На склонах холмов расположены многочисленные виноградники и сады местных жителей. При надлежащем формировании знаний и развитии народных ремесел село имеет хороший потенциал к развитию туризма. Вблизи села имеются родники и чинары, которым уже 250 лет.